# Matthias Scherwenikas
Matthias Scherwenikas (* 1971 in Ost-Berlin) ist ein deutscher Schauspieler, Hörspiel- und Synchronsprecher.

## Leben
Matthias Scherwenikas erhielt seine Schauspielausbildung am Max-Reinhardt-Seminar in Wien (1991–1994) und am Sunbridge College in New York. Außerdem absolvierte er von 1994 bis 1997 ein Regie-Studium am GITIS in Moskau und von 1997 bis 1999 ein Zusatzstudium am Michael-Tschechov-Institut in New York, wofür er jeweils vom DAAD ein Graduierten- und Postgraduiertenstipendium erhielt.
Als Schauspieler und Regisseur arbeitete er unter anderem in Berlin, Hamburg, Wien, Salzburg, Moskau und New York. Er ist Mitglied des Lese- und Dokumentartheaters „Bühne für Menschenrechte“ in Berlin. Seit 2005 ist er als Sprecher und Rezitator beim Internationalen Literaturfestival Berlin aktiv.
Seit Anfang der 1990er-Jahre stand er für mehrere Kino- und TV-Produktionen vor der Kamera. Sein TV-Debüt hatte er unter der Regie von Michael Knof als Schüler Heinrich an der Seite von Ulrich Mühe in der Literaturverfilmung Jugend ohne Gott (1991). Es folgten Episodenrollen in mehreren TV-Serien. In der 3. Staffel der ZDF-Krimiserie SOKO Wismar (2006) übernahm er, an der Seite von Claudia Schmutzler und Michael Härle, eine der Episodenrollen als Hotelrezeptionist und Barkeeper.
Scherwenikas wirkte bei zahlreichen Lesungen, Rundfunk-, Hörspiel- und Hörbuchproduktionen, u. a. beim rbb, WDR und Deutschlandradio mit. Er las Hörbücher zu historischen Ereignissen (Hiroshima, Watergate, RAF), über bedeutende Persönlichkeiten des 20. Jahrhunderts (Fidel Castro, Muhammad Ali) und aus dem Themenbereich Geographie (Mexiko, Thailand) ein. Außerdem ist er als Sprecher im Fernsehen, u. a. bei Dokumentationen und Kultursendungen für 3sat (Kulturzeit), SAT1 (Akte-Sendungen und 24 Stunden) und N24 tätig. Er arbeitet intensiv als Synchronsprecher. Er lieh seine Stimme u. a. Brendan Fehr, Jason Mewes, Yannick Bisson und Charlie Finn.
Matthias Scherwenikas lebt als freischaffender Schauspieler und Sprecher in Berlin.

## Filmografie (Auswahl)
- 1991: Jugend ohne Gott (Fernsehfilm)
- 2002: Alphateam – Die Lebensretter im OP (Fernsehserie, Serienrolle)
- 2002: SK Kölsch: Der Veteran (Fernsehserie, eine Folge)
- 2002: Die Cleveren: Gespräch mit einem Toten (Fernsehserie, eine Folge)
- 2003: Happy End – Jede Geschichte braucht ein Ende (Kinofilm)
- 2006: SOKO Wismar: Allein zu Haus (Fernsehserie, zwei Folgen)
- 2009: Spielzeugland Endstation (Kinofilm)